# Anne-Marie Worm-de Moel
Anne-Marie Worm-de Moel (Alkmaar, 13 maart 1950) is een Nederlandse politica namens het Christen-Democratisch Appèl (CDA).
Worm-de Moel was vanaf 1990 lid van de gemeenteraad van de hogerop in Noord-Holland gelegen gemeente Heiloo. Ze bekleedde enige tijd het fractievoorzitterschap en was ook van 1993 tot 1994 alsmede van 1998 tot 2002 wethouder. Van 2003 tot 2005 was ze Statenlid van Noord-Holland. Buiten de politiek had ze van 1995 tot 2004 een adviesbureau.
Vanaf 1 maart 2005 was zij burgemeester van de Noord-Hollandse gemeente Muiden. Per 1 september 2010 nam ze ontslag als burgemeester, na een vertrouwensbreuk in het college die er toe leidde de twee wethouders van Muiden tijdens haar vakantie besloten om alle portefeuilles van haar af te nemen.
Als nevenfuncties maakte Worm-de Moel van 1998 tot 2008 deel uit van de raad van toezicht van de Amsterdamse verzorgings-verpleeghuisbeheerder Fontis. Tegenwoordig is zij Lid van de Raden van Advies van het Landschap Noord-Holland en de Stichting Pampus (het forteiland)